# Нидерланды на зимних Олимпийских играх 1936
Нидерланды принимали участие в Зимних Олимпийских играх 1936 года в Гармиш-Партенкирхене (Германия) во второй раз за свою историю, пропустив Зимние Олимпийские игры 1932 года, но не завоевали ни одной медали.

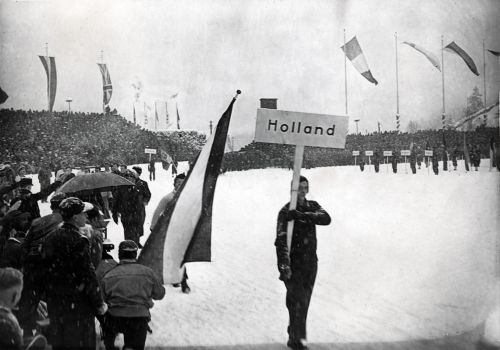
На церемонии открытия Олимпиады-1936

## Состав сборной
8 спортсменов: 7 мужчин и одна женщина — соревновались в 3 видах спорта: бобслее, горнолыжном и конькобежном спорте.
Самой молодой участницей сборнрой была 23-летняя горнолыжница Грация Шиммельпеннинк ван дер Ойе, самым старшим участником был 27-летний бобслеист Самюэль Данлоп, он же был знаменосцем на церемонии открытия.

## Результаты
Лучшим результатом сборной стало 4 место конькобежца Яна Лангедейка на дистанции 5000 м.

### 

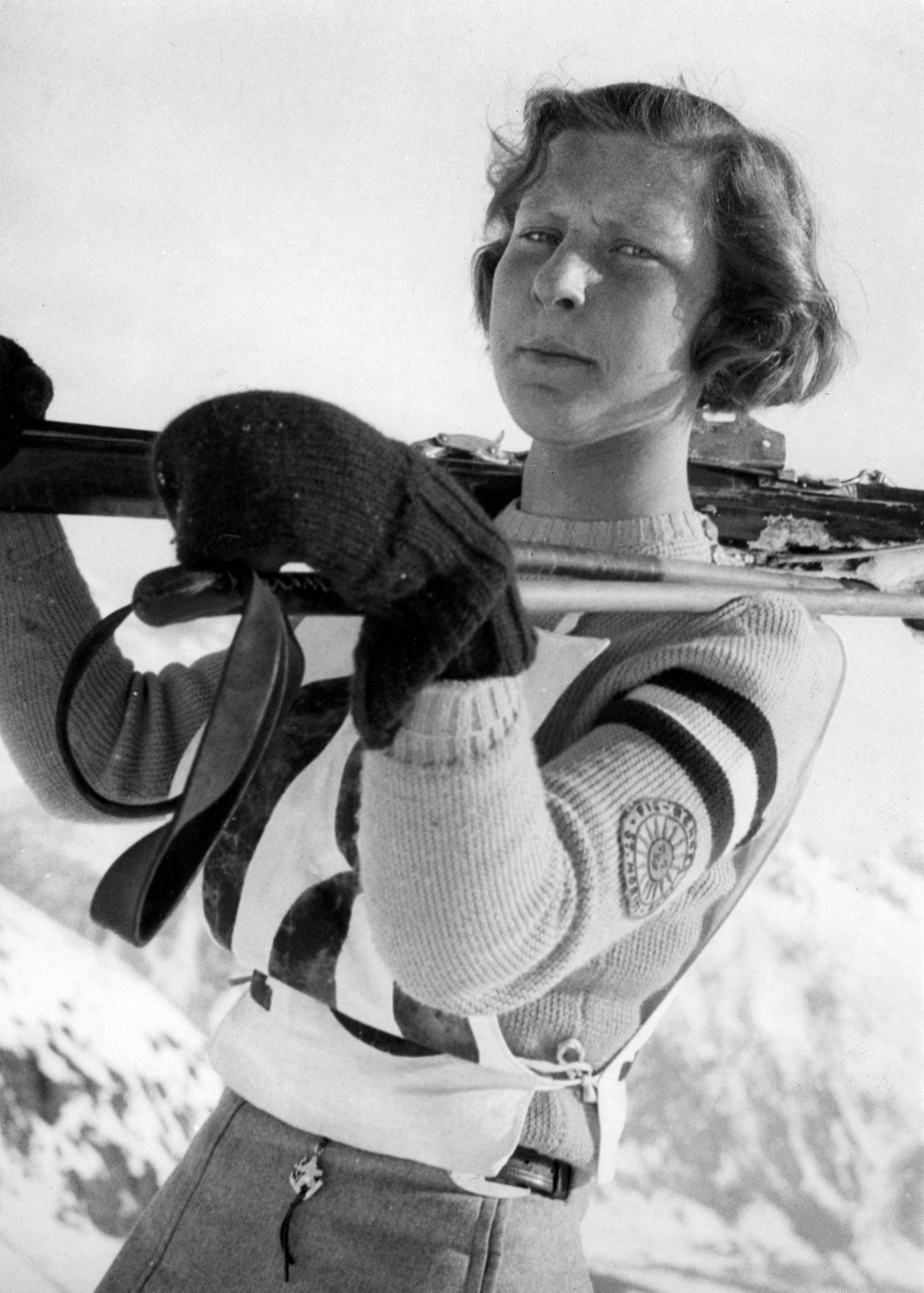
Горнолыжница Грация Шиммельпеннинк ван дер Ойе

### Горнолыжный спорт
Женщины
| Спортсменка                       | Соревнование           | Скоростной спуск | Скоростной спуск | Слалом  | Слалом         | Слалом | Результат   | Результат |
| Спортсменка                       | Соревнование           | Время            | Место            | 1 спуск | 2 спуск        | Место  | Всего очков | Место     |
| --------------------------------- | ---------------------- | ---------------- | ---------------- | ------- | -------------- | ------ | ----------- | --------- |
| Грация Шиммельпеннинк ван дер Ойе | Горнолыжная комбинация | 6:09,8           | 13               | 1:26,5  | 1:59,9 (+0:06) | 13     | 76,09       | 14        |

### Бобслей
Мужские экипажи — двойки
| Спортсмены                  | 1 заезд | 1 заезд | 2 заезд | 2 заезд | 3 заезд | 3 заезд | 4 заезд | 4 заезд | Итог    | Итог  |
| Спортсмены                  | Время   | Место   | Время   | Место   | Время   | Место   | Время   | Место   | Время   | Место |
| --------------------------- | ------- | ------- | ------- | ------- | ------- | ------- | ------- | ------- | ------- | ----- |
| Виллем Геверс Самюэл Данлоп | 1:31,41 | 15      | 1:24,99 | 10      | 1:25,71 | 4       | 1:26,00 | 12      | 5:48,11 | 10    |

### Конькобежный спорт
Мужчины
| Дистанция | Спортсмен             | Результат | Результат |
| Дистанция | Спортсмен             | Время     | Место     |
| --------- | --------------------- | --------- | --------- |
| 500 м     | Бен Блайссе           | 46,9      | 27        |
| 500 м     | Лёйтцен «Лу» Дейкстра | 46,7      | 24        |
| 500 м     | Ян Лангедейк          | 46,7      | 24        |
| 500 м     | Дольф ван дер Шеер    | 45,7      | 14        |
| 1500 м    | Лу Дейкстра           | 2:27,2    | 20        |
| 1500 м    | Рулоф Копс            | 2:30,0    | 30        |
| 1500 м    | Ян Лангедейк          | 2:24,6    | 14        |
| 1500 м    | Дольф ван дер Шеер    | 2:23,2    | 9         |
| 5000 м    | Лу Дейкстра           | 8:51,5    | 16        |
| 5000 м    | Рулоф Копс            | 8:48,5    | 13        |
| 5000 м    | Ян Лангедейк          | 8:32,0    | 4         |
| 5000 м    | Дольф ван дер Шеер    | 8:43,3    | 10        |
| 10000 м   | Лу Дейкстра           | 18:23,6   | 20        |
| 10000 м   | Рулоф Копс            | 18:11,5   | 17        |
| 10000 м   | Ян Лангедейк          | 17:43,7   | 6         |
| 10000 м   | Дольф ван дер Шеер    | 18:04,9   | 16        |